# Otto Pfleiderer
Otto Pfleiderer (1. september 1839 i Stetten ved Kannstadt - 18. juli 1908) var en tysk evangelisk teolog. Han var bror til Edmund von Pfleiderer.
Pfleiderer studerede teologi i Tübingen 1857—61, hvor han blev repetent, lærer. Efter nogle års gejstlig virksomhed blev han 1871 professor i teologi i Jena og kom 1875 til Berlin.
Han var en udpræget repræsentant for den såkaldte liberale teologi; hans nærmeste åndsfrænder var mænd som Biedermann og Lipsius.
Af hans værker må fremhæves: Der Paulinismus (2. oplag, 1890), Religionsphilosophie auf geschichtlicher Grundlage (2. oplag, 1883—84) og Das Urchristenthum (1887).